# Ternowyzja
Ternowyzja (ukrainisch Терновиця, bis 1940 Брухнал; russisch Терновица Ternowiza, polnisch Bruchnal) ist ein Dorf in der westukrainischen Oblast Lwiw mit etwa 780 Einwohnern.
Am 12. Juni 2020 wurde das Dorf ein Teil neu gegründeten Stadtgemeinde Nowojaworiwsk im Rajon Jaworiw; bis dahin bildete es zusammen mit den Dörfern Lis (Ліс), Rulewo (Рулево) und Tscholhyni (Чолгині) die Landratsgemeinde Ternowyzja (Терновицька сільська рада/Ternowyzka silska rada).

## Geschichte
Nach einigen Historikern hieß der Ort ursprünglich Дукля/Dukla und war im Jahre 1447 im Besitz von Herbordus de Brchnal alias de Przelbicze, aus der Familie Herbord, die mit Wladislaus II. von Oppeln, dem Statthalter in der „Rus“ in den 1370er Jahren in das Przemyśler Land kam und zunächst den Ort Felsztyn (nach der Burg Füllstein bei Troppau) gründete. Der am wahrscheinlichsten deutschstämmige Ortsname (aus der Bezeichnung Bruch abgeleitet) versetzte den älteren slawischen Namen durch: Brwchnal (1485), Bruchnal (1497, 1578) und so weiter.
Der Ort wurde in der ersten Hälfte des 15. Jahrhunderts von Herbord auf dem Grund des Dorfes Prylbytschi (südlich von Ternowyzja) als oppidum (Marktgemeinde) gegründet. Im Jahre 1514 wurde von Jan Herburt eine römisch-katholische Pfarrei errichtet.
Politisch gehörte das Dorf zunächst zum Lemberger Land in der Woiwodschaft Ruthenien der Adelsrepublik Polen-Litauen. Bei der Ersten Teilung Polens kam es 1772 zum neuen Königreich Galizien und Lodomerien des habsburgischen Kaiserreichs (ab 1804), seit 1867 war es dann in den Bezirk Jaworów eingegliedert. Im Jahre 1900 hatte die Gemeinde Bruchnal 185 Häuser mit 1067 Einwohnern, davon waren 558 Ruthenischsprachige, 482 Polnischsprachige, 27 Deutschsprachige, 582 griechisch-katholisch, 458 römisch-katholisch, 27 Juden.
Nach dem Ende des Polnisch-Ukrainischen Kriegs 1919 kam die Gemeinde zu Polen. Im Jahre 1921 hatte sie 191 Häuser mit 1003 Einwohnern, davon waren 754 Polen, 249 Ruthenen, 525 römisch-katholisch, 467 griechisch-katholisch, 11 Juden.
Im Zweiten Weltkrieg gehörte der Ort zuerst zur Sowjetunion und ab 1941 zum Generalgouvernement, ab 1945 wieder zur Sowjetunion, heute zur Ukraine.

## Sehenswürdigkeiten
- Ehemalige römisch-katholische Kirche, erbaut 1645–50
- Griechisch-katholische Kirche, erbaut 1865

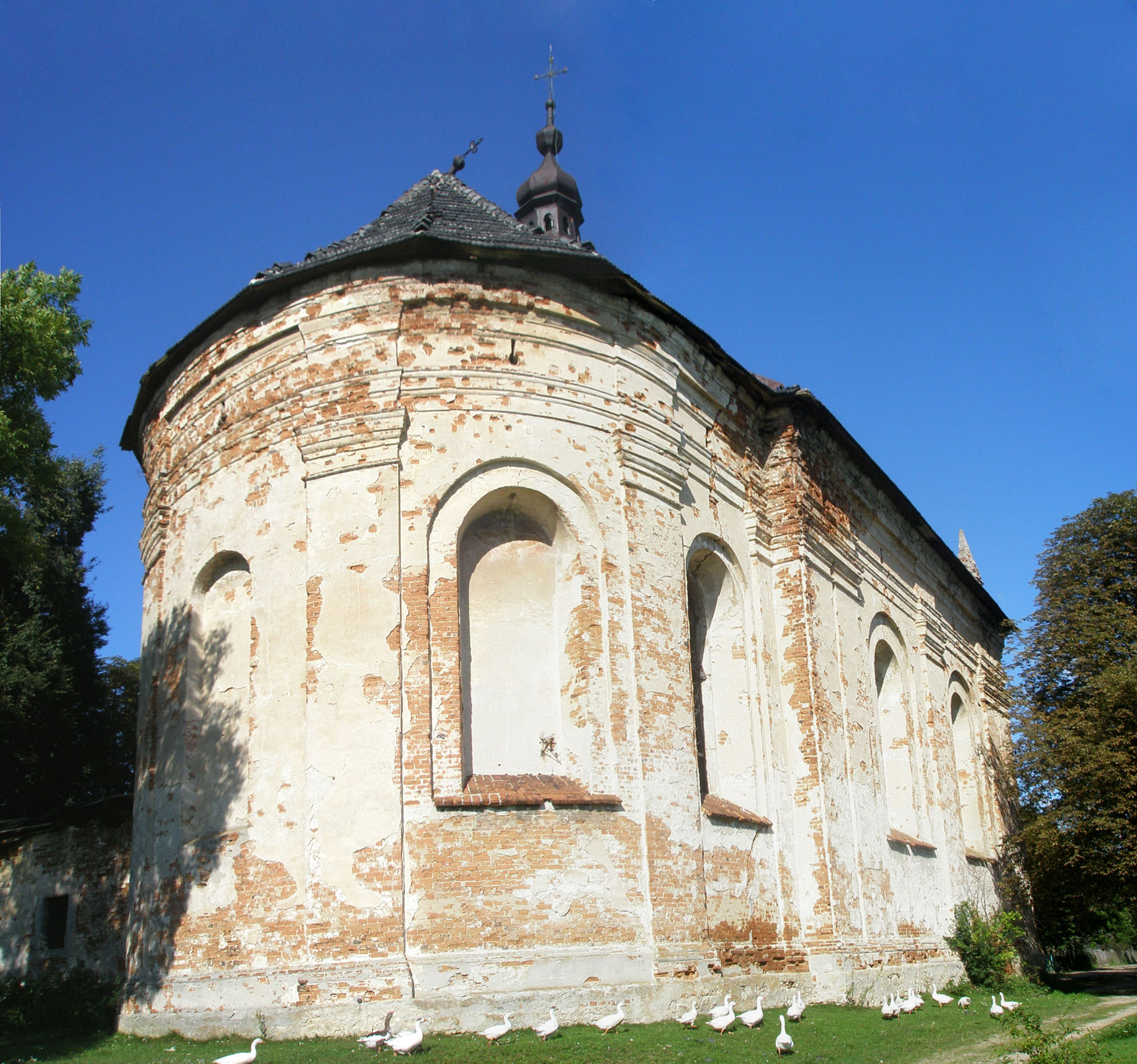
Ehemalige katholische Kirche